# Fontaines de Raon-l'Étape
Cet article recense les fontaines de Raon-l'Étape, en France, dans le département des Vosges.

## Histoire
En 1859, le Conseil de Raon-l'Étape décide d'installer de nouvelles fontaines plus artistiques en vue de l'embellissement du cadre de vie de la fin du XIXe siècle en émettant une commande de statues à M. Brochon, industriel à Donjeux dans la Haute-Marne. D'autres commandes de statues construites en Haute-Marne seront effectuées en 1863, par la maison Ducel de Paris.
De nombreuses opérations commerciales se sont ensuite servi des fontaines comme support dans des assiettes, mazagrans, cartes postales, etc.

## Description
La ville compte onze fontaines exécutées entre 1860 et 1864 sur des modèles de Jean-Jacques Ducel et toutes classées monuments historiques le 15 septembre 1995. Ce sont de véritables œuvres d'art en fonte coulée qui s'apparentent, en partie, à des répliques d'œuvres du musée du Louvre.
Respectivement intitulées : Le Bonheur, La Chèvre, Les Trois Coliches, L'Enfant et le Cygne, L'Automne, Diane de Fabies, La Pomme de Pin, La Concorde, Les Quatre Lions, Minerve et L'Enfant, elles sont des reproductions en fonte de fer de statues célèbres sur les modèles de J.-J. Ducel réalisées soit à la fonderie Ducel à Pocé-sur-Cisse, soit à la fonderie d'Osne-le-Val. Elles représentent des allégories et animaux, personnages mythiques ou locaux, dont l'inspiration découle principalement de la Mythologie gréco-latine.
La fontaine "Les Trois Coliches (ou trois couliches), en patois vosgien "Colin" qui est le dérivé de Nicolas (étymologie grecque signifiant "victoire du peuple") représente 3 enfants de Raon l'Etape, à savoir: Nicolas Lubin, Gabriel Charles et Marie Dominique Gustave; Ils étaient, tous trois, enfants de Nicolas Stevenel (1803-1862) flotteur de bois et Marie Gaillard (1807-1884), donateur-donatrice de la dite fontaine à Raon l'Etape. L'appelation "Les Trois Coliches" est donc une discrète indication du donateur qui ne voulait pas que son nom soit cité (archives familiales).
Quant à la fontaine Le Cygne, elle disparut dans les années 1930.
Les Services Techniques de la ville de Raon-l'Étape ont opéré à une remise en état des fontaines, et une série de dessins a été exécutée.

## Valorisation du patrimoine
Des visites guidées sont organisées toute l'année sur réservation pour les groupes afin de présenter et de faire découvrir le patrimoine local,.

## Liste

### Fontaines monuments historiques
| Monument                         | Commune      | Adresse                              | Coordonnées                      | Notice         | Protection | Date | Illustration                     |
| -------------------------------- | ------------ | ------------------------------------ | -------------------------------- | -------------- | ---------- | ---- | -------------------------------- |
| Fontaine de l'Automne            | Raon-l'Étape | Place de la Martyrs-de-la-Résistance | 48° 24′ 32″ nord, 6° 50′ 32″ est | « PA00107242 » | Classé     | 1995 | Fontaine de l'Automne            |
| Fontaine du Bonheur              | Raon-l'Étape | Quai de la Victoire                  | 48° 24′ 23″ nord, 6° 50′ 31″ est | « PA00107242 » | Classé     | 1995 | Fontaine du Bonheur              |
| Fontaine de la Chèvre            | Raon-l'Étape | Rue Victor-Brajon Rue Jules-Ferry    | 48° 24′ 30″ nord, 6° 50′ 29″ est | « PA00107242 » | Classé     | 1995 | Fontaine de la Chèvre            |
| Fontaine de la Concorde          | Raon-l'Étape | Rue Anatole-France                   | 48° 24′ 22″ nord, 6° 50′ 38″ est | « PA00107242 » | Classé     | 1995 | Fontaine de la Concorde          |
| Fontaine de Diane de Fabies      | Raon-l'Étape | Avenue du Général-de-Gaulle          | 48° 24′ 33″ nord, 6° 50′ 21″ est | « PA00107242 » | Classé     | 1995 | Fontaine de Diane de Fabies      |
| Fontaine de l'Enfant             | Raon-l'Étape | Rue Wessval                          | 48° 24′ 33″ nord, 6° 50′ 44″ est | « PA00107242 » | Classé     | 1995 | Fontaine de l'Enfant             |
| Fontaine de l'Enfant et du Cygne | Raon-l'Étape |                                      | 48° 24′ 25″ nord, 6° 50′ 39″ est | « PA00107242 » | Classé     | 1995 | Fontaine de l'Enfant et du Cygne |
| Fontaine de Minerve              | Raon-l'Étape | Rue Aristide-Briand                  | 48° 24′ 16″ nord, 6° 50′ 51″ est | « PA00107242 » | Classé     | 1995 | Fontaine de Minerve              |
| Fontaine de la Pomme de Pin      | Raon-l'Étape | Rue Adrien-Sadoul Rue Auguste-Ferry  | 48° 24′ 30″ nord, 6° 50′ 33″ est | « PA00107242 » | Classé     | 1995 | Fontaine de la Pomme de Pin      |
| Fontaine des Quatre Lions        | Raon-l'Étape | Rue Abbé-Claude Rue Jules-Ferry      | 48° 24′ 23″ nord, 6° 50′ 43″ est | « PA00107242 » | Classé     | 1995 | Fontaine des Quatre Lions        |
| Fontaine des Trois Coliches      | Raon-l'Étape | Rue Jules-Ferry                      | 48° 24′ 20″ nord, 6° 50′ 46″ est | « PA00107242 » | Classé     | 1995 | Fontaine des Trois Coliches      |

### Fontaine non monument historique
| Monument                      | Commune      | Adresse                           | Coordonnées                      | Notice | Protection | Date | Illustration |
| ----------------------------- | ------------ | --------------------------------- | -------------------------------- | ------ | ---------- | ---- | --- |
| Fontaine de Diane Chasseresse | Raon-l'Étape | Rue Pasteur, square Marcel Husson | 48° 24′ 13″ nord, 6° 50′ 19″ est |        |            |      | Fontaine de Diane Chasseresse« Fontaine de Diane Chasseresse », sur inventaire-nancy.grandest.fr, 2016 (consulté le 29 mars 2022) |